# Maison du cacao
La Maison du Cacao de Pointe-Noire (Guadeloupe, France) explique la culture et la fabrication du cacao.

## Description
L'écomusée est consacré à la culture du fruit du cacaoyer, l'origine du chocolat et à sa fabrication artisanale.